# 国鉄EF15形電気機関車
EF15形は、日本の国有鉄道を運営する運輸省とその後継の日本国有鉄道（国鉄）が1947年（昭和22年）から1958年（昭和33年）にかけて導入した、貨物列車牽引用の直流電気機関車である。

## 概要
第二次世界大戦終結直後の輸送需要に対応するために設計された貨物用機関車で、1947年から1958年までに202両が日立製作所、川崎車輛/川崎重工業、三菱電機/三菱重工業（中日本重工業・新三菱重工業）、東京芝浦電気、汽車製造/東洋電機、日本車輌製造/富士電機で製造された。旅客用のEF58形とは台車や電気機器など主要部品が共通化されており、共に事実上の標準型として大量に製作された。

## 構造

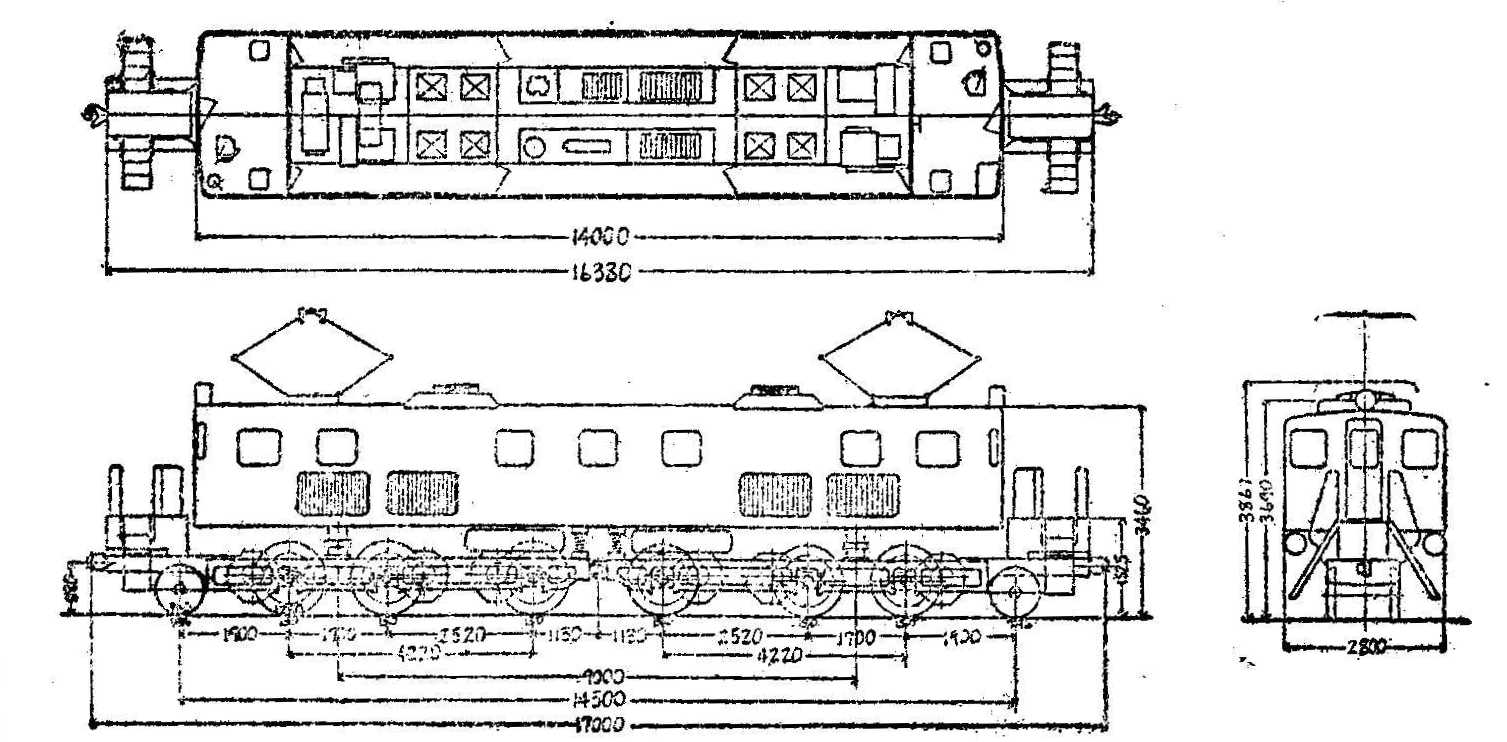
形式図（1次形・装備改造後）

貨物用電気機関車としての基本的な構成はEF10の流れを汲むものである。同時期に製造された旅客用のEF58（製造時）とは車体・電気機器等を共通設計とし、製作行程の簡易化と入手の容易な使用材料の選択による量産設計の徹底を図った。
- 出力増大を狙い主電動機に初期形（EF151 - 8、16 - 33）はMT41（1,800 kW）、量産型はMT42（1,900 kW）を採用[1]。
- 量産された貨物用電気機関車としては全車軸に初めてローラーベアリングを使用している（なお同ベアリングのメーカーは日本精工）。
- 駆動伝達系において、EF58よりも減速比が大きい（歯車比EF15・20:83=1:4.15 / EF58・28:75=1:2.68）。
- 先台車は新規設計のLT129となり先輪が露出。担いばねが釣り合いばりと台枠の干渉を避けるために斜めに取付けられたため、これまでの国鉄制式電気機関車とは先頭部の印象が異なるものとなった。
- EF13で省略されていた高速度遮断器・パンタグラフ用断路器の復活（但し最初期形には未装備で落成したものもある）。駆動装置改良と騒音防止の観点から大歯車をコイルばね入りとする。主制御器単位スイッチ容量の増大、主抵抗器の熱容量の増大など戦時設計から脱却した改良が盛り込まれた。
- 136号機以降は139、140号機を除いてナンバープレートが板から切り抜き文字に変更されている。

## 分類
製造時期と仕様により概ね6つのグループに分類される。初期車は製造所単位で車両番号を振り分けた関係で番号が入り組んでいる。

### EF15 1 - 8・16 - 23・24 - 33 （1次形）
1947年から1948年にかけて登場した最初期グループで、26両のうち1 - 8は日立製、16 - 23は川崎製、24 - 33は三菱製である。車体はEF58形の初期車体と共通で、落成時の機械室部分の側窓は4枚。モニター屋根は設置されていない。車高もこれ以降の形と違いがあり、やや高いもの（3,867 mm、16 - 19、26 - 29号機）と低いもの（3,767 mm、1 - 8、20 - 25、30 - 33号機）がある。
EF58形の初期車同様、落成時は電車用のPS13形パンタグラフ装備・高速度遮断器省略・代用部材使用などの準戦時仕様で落成しているが、新製後間もなく（一部は製造途中で）代用部材交換や高速度遮断器取り付けなどの装備改造を施され、同時に車体中央に固定式の窓を1個増設して5枚窓に改造された。ただし26号機と31号機は側窓増設改造を受けておらず、両機がEF16形に改造された後も4枚窓のままで運用された。
本グループは29・30号機を除く26両中24両がEF16形に改造されたが、1967年から翌年にかけて再改造を受け1 - 8・20・21号機の10両がEF15形に復帰した。

### EF15 9 - 11・34 - 36・40 - 42 （2次形）
1951年度に増備された改良型で、9両のうち9 - 11は日立製、34 - 36は三菱製、40 - 42は川崎製である。パンタグラフは当初よりPS14形を搭載し、機械室部分の側窓は7枚（中央3枚が固定窓）となり、屋根上中央部には採光用のモニター屋根が設けられた。
三菱・川崎製の6両の車体はEF58形の初期車体後期型（32 - 36号機。32 - 34はEF18形として落成、35・36は製造途中で初期車体を新車体に改造して落成）と共通だが、日立製の9 - 11号機は最初期グループとして製造を開始した後ドッジ・ラインの影響で製造が中断していたものを完成させた車両とされ、側窓が5枚窓の最初期型にさらに窓を2枚足したような配置になっている、車高が日立製最初期グループの1 - 8号機同様3,767 mmと低いなど、最初期型と改良型の中間的な外観を持つ。主電動機はMT41A形に変更され、当初より高速度遮断器が装備された。この型までは尾灯は外付け式で製造されているが、後に11号機を除いて全て埋込式に改造されている。

### EF15 12 - 15・37 - 39・43 - 45 （3次形）
1951年度の増備の過程で改良が加えられたグループで、10両のうち12 - 15は日立製、37 - 39は三菱製、43 - 45は川崎製である。屋根上に避雷器を両端に1個ずつ搭載し、機関助士側の窓が機関士側と同じく二重引き戸となり、尾灯も埋込式になった。主電動機はMT42形となった。

### EF15 46 - 129 （4～11次形）
1952年度以降の改良増備車で、比較的標準的な形態となった。製造は従来の日立、川崎、三菱に加えて1953年度以降は東芝と東洋/汽車が加わった。このうち64号機以降は先輪がスポーク車輪となって登場した。

### EF15 130 - 161 （12～14次形）
1957年度以降の増備車で、パンタグラフがPS15形となった。130 - 135・139・140号機までは番号標記がナンバープレート式であったが、それ以外は切り抜き文字を車体に直接貼り付ける方式となった。

### EF15 162 - 202 （15次形）

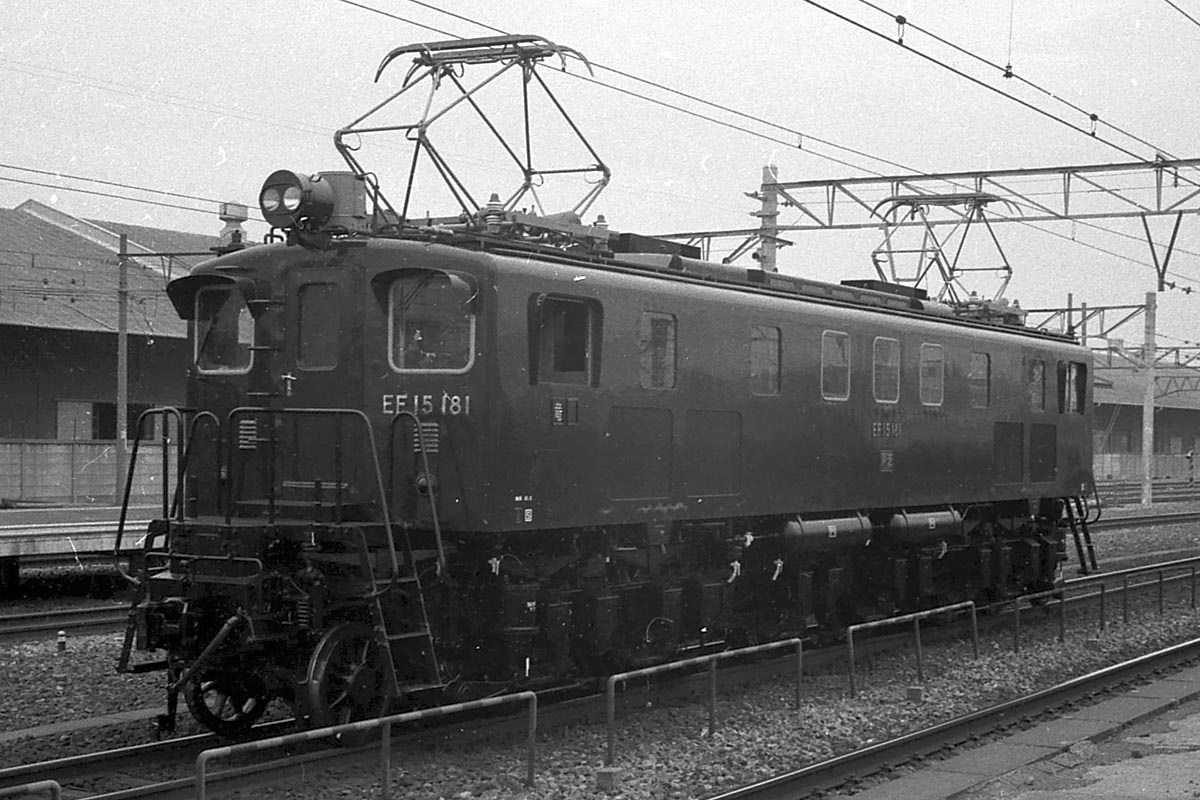
EF15 181（1981年、尼崎駅

1958年に登場したEF15形の最終グループである。このうち最終増備となる200 - 202の3両はEF15形で唯一の日車/富士電製となっている。側窓は固定窓の部分がHゴム支持となった。

## 他形式への改造

### EF16形への改造

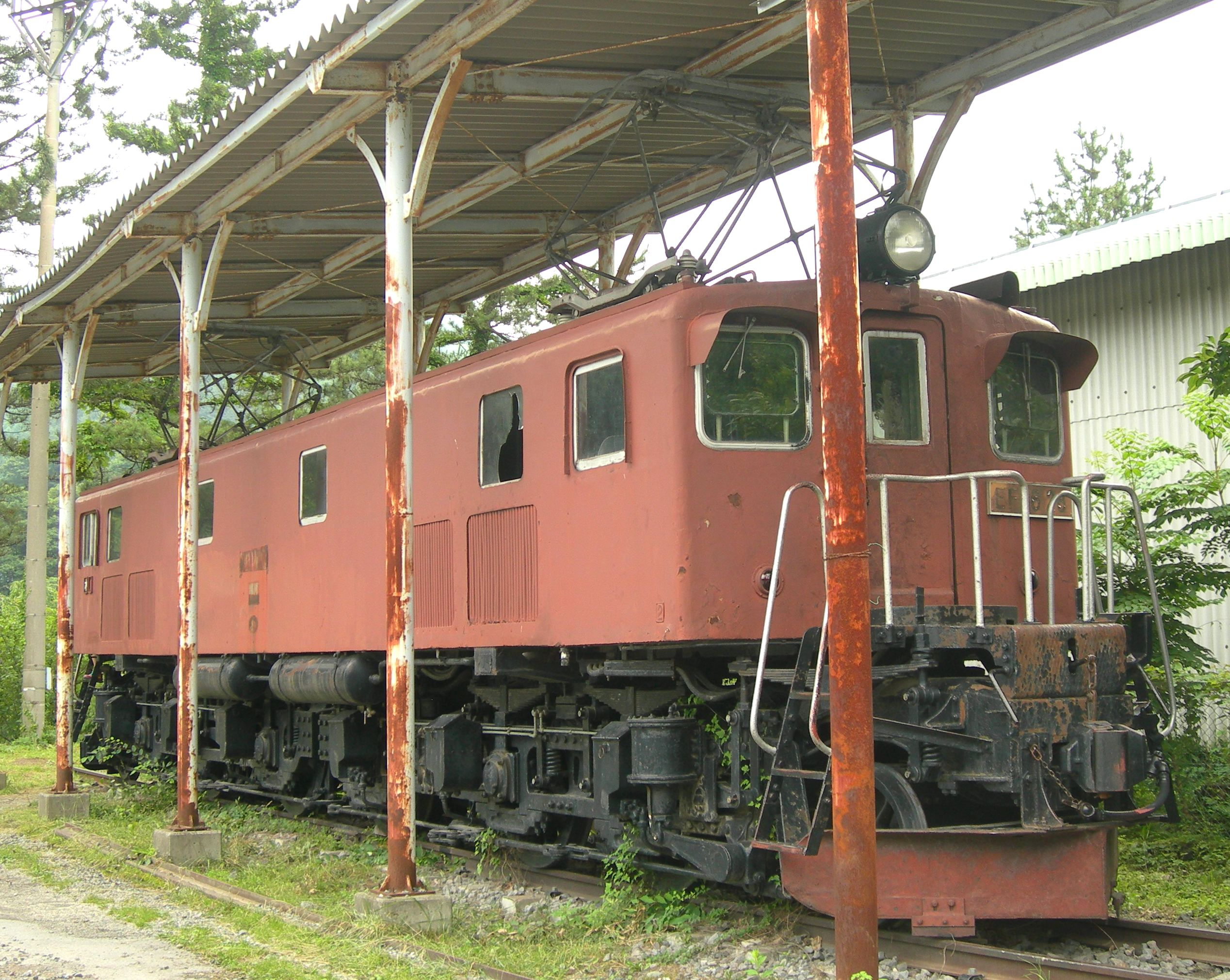
保存機のEF16 28

連続勾配区間で使用するため、本形式の最初期グループに回生ブレーキ等の勾配対応装備を付加する改造を行った形式がEF16形である。奥羽本線の板谷峠電化直後に12両 (1 - 12、福米型) が改造された後、上越線（水上駅 - 石打駅間、上越国境）用として12両 (20 - 31) が改造された。
奥羽本線では1965年に直流新性能機のEF64形に置き換えられるまで使用され、EF16 1 - 10の10両は回生ブレーキを撤去してEF15形の旧番号に復元された。EF16形のまま残った11・12はEF16 20以降とともに上越線で使用された。

## 運用の変遷
製作直後から直流電化の主要線区（東海道本線、山陽本線、東北本線、高崎線、上越線など）にあまねく投入され、貨物列車牽引用として使用された。
東海道・山陽本線の運用は1970年代に消滅した一方、首都圏や上越線を中心とした運用は1980年代になってからも健在であったが、初期に製造された車両は老朽化が進み、1978年より廃車が開始された。その後も、貨物列車の列車キロ削減と老朽化などで淘汰が進み、上越線系統では1982年に、東北・高崎線系統も1985年に運用を終了した。最後まで残った阪和線、紀勢本線の貨物運用も1986年11月のダイヤ改正で運用を終了した。

### 上越線・高崎線・信越本線

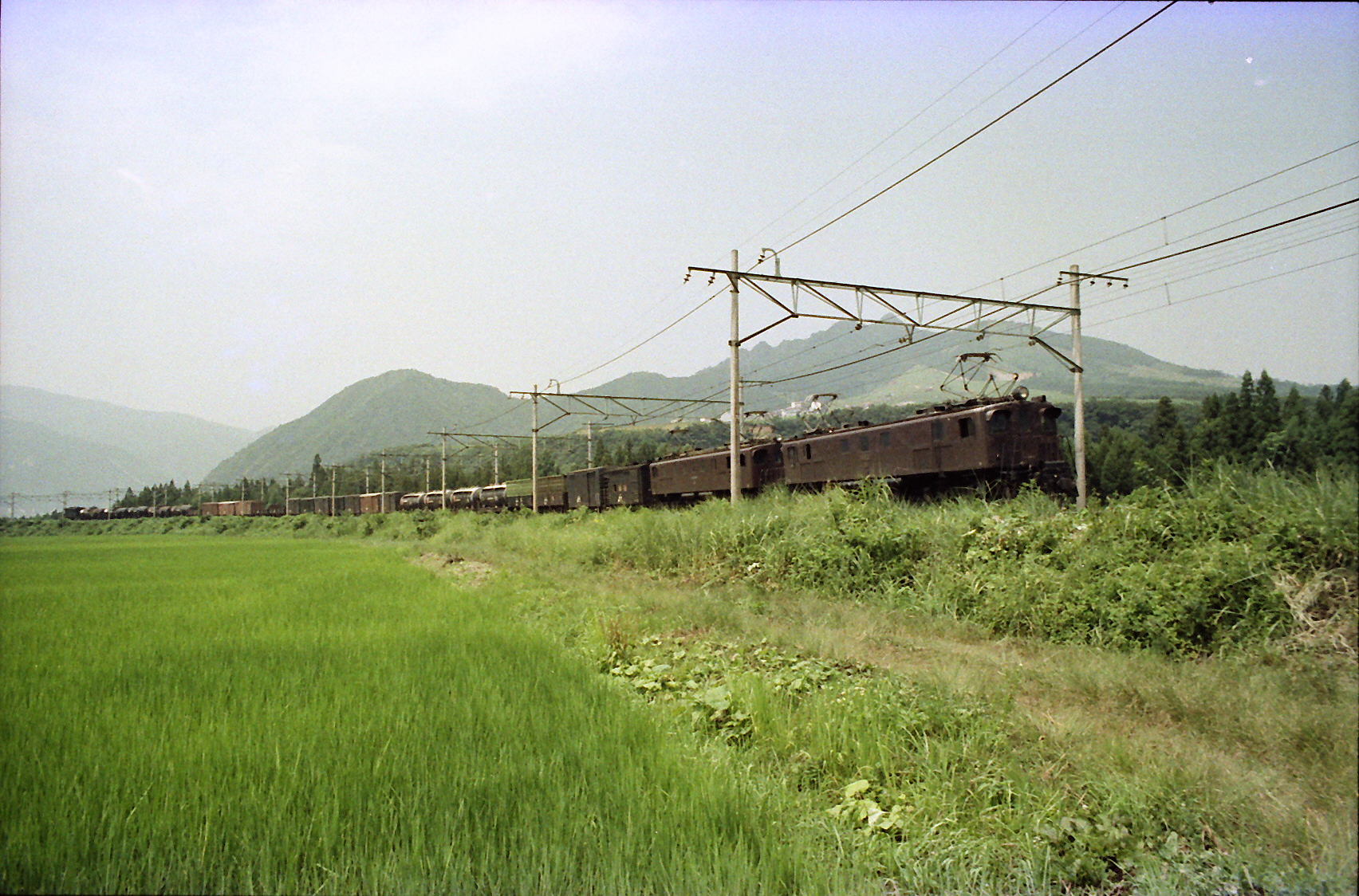
上越線のEF15形（1978年）

上越線は清水トンネルを通過する水上駅 - 石打駅間が1931年の開業時より電化されていたが、戦後の1947年に高崎駅 - 水上駅間と石打駅 - 長岡駅間が電化されて上越線は全線電化となった。これに合わせてEF15形が水上機関区、高崎第二機関区と長岡第二機関区（後の長岡運転所）に配置され、客貨両用で運用された。1952年には高崎線大宮駅 - 高崎駅間も電化されている。
1949年の奥羽本線直流電化で一部が福島第二機関区に転出し、その後の改造でEF16形となった。1965年のEF64形への置き換え後は再び上越線に転用されて長岡第二機関区に転入し、2両を除いてEF15形に復元された。1955年からは上越線水上駅 - 石打駅間の補助機関車用として12両がEF16形（20 - 31）に改造され、水上機関区に転出した。
1962年には信越本線長岡駅 - 新潟駅間および越後石山駅 - 新潟操駅間、1969年には宮内駅 - 直江津駅間が電化されて信越本線は全線電化となった。EF15形は主に日本海縦貫線を構成する直江津駅 - 新潟駅間の運用に投入され、東新潟機関区にも配置されている。
上越線・信越本線の運用は1982年11月ダイヤ改正までにEF64形に置き換えられ、高崎線の運用も東北本線とともにEF60形に置き換えられて1984年2月改正で消滅した。

### 東海道・山陽本線
東海道本線の戦後の電化は1949年の沼津駅 - 静岡駅間から開始され、1956年11月19日の米原駅 - 京都駅間の電化をもって全線電化が完成した。1956年12月1日時点では沼津機関区、浜松機関区、稲沢第二機関区、米原機関区の4箇所合計に限っても63両のEF15形が配置されており、EH10形とともに貨物列車で使用された。
山陽本線では戦前に神戸駅 - 西明石駅間と幡生駅 - 門司駅間が電化されており、戦後は1958年に西明石駅 - 姫路駅間、1959年に姫路駅 - 上郡駅 - 倉敷駅間、1960年 - 1961年に小郡駅 - 幡生駅間および倉敷駅 - 三原駅間、1962年に三原駅 - 広島駅間と拡大し、1964年の広島駅 - 小郡駅間電化により全線電化が完成した。1966年時点では岡山機関区と広島機関区の両区所合わせて73両のEF15形が配置されていた。1970年に電化された呉線にも入線している。
その後の東海道・山陽本線では、EF60形・EF65形の投入によって次第に区間貨物列車への運用が多くなり、1978年（昭和53年）10月改正で広島機関区の運用離脱を最後に消滅している。岡山機関区からは1969年に、広島機関区からも1979年にEF15形の配置がなくなった。

### 奥羽本線
奥羽本線は板谷峠を越える福島駅 - 米沢駅間が1949年に直流電化され、上越線や東海道本線のEF15形のうち12両が福島第二機関区に転入した。1951年より回生ブレーキを装備するEF16形に改造された。
1964年のEF64形の投入によりEF16形の奥羽本線運用は終了し、上越線へ転用された。奥羽本線の電化方式は1968年に交流20000 V・50 Hzに切り換えられた。

### 東北本線・日光線
東北本線大宮駅以北の電化は1958年4月に宇都宮駅まで、同年12月に宝積寺駅まで、翌1959年に黒磯駅まで直流電化が到達し、以北は交流電化となった。黒磯駅以南の直流区間ではEF15形が投入され、宇都宮運転所に配置された。1959年電化の日光線でもEF15形が貨物列車に使用されていた。
1984年2月改正で東北本線系統でのEF15形の運用が終了した。

### 中央東線・身延線
EF13形が投入されていた中央東線では1971年よりEF15形が八王子機関区に転入し、飯田町駅など都心方面への貨物列車を中心に使用された。新型機への置き換えにより1980年にEF15形の運用が終了した。
身延線では1977年より甲府機関区にEF15形が配置されてEF10形が置き換えられ、1985年までEF15形が運用された。

### 東京近郊線区

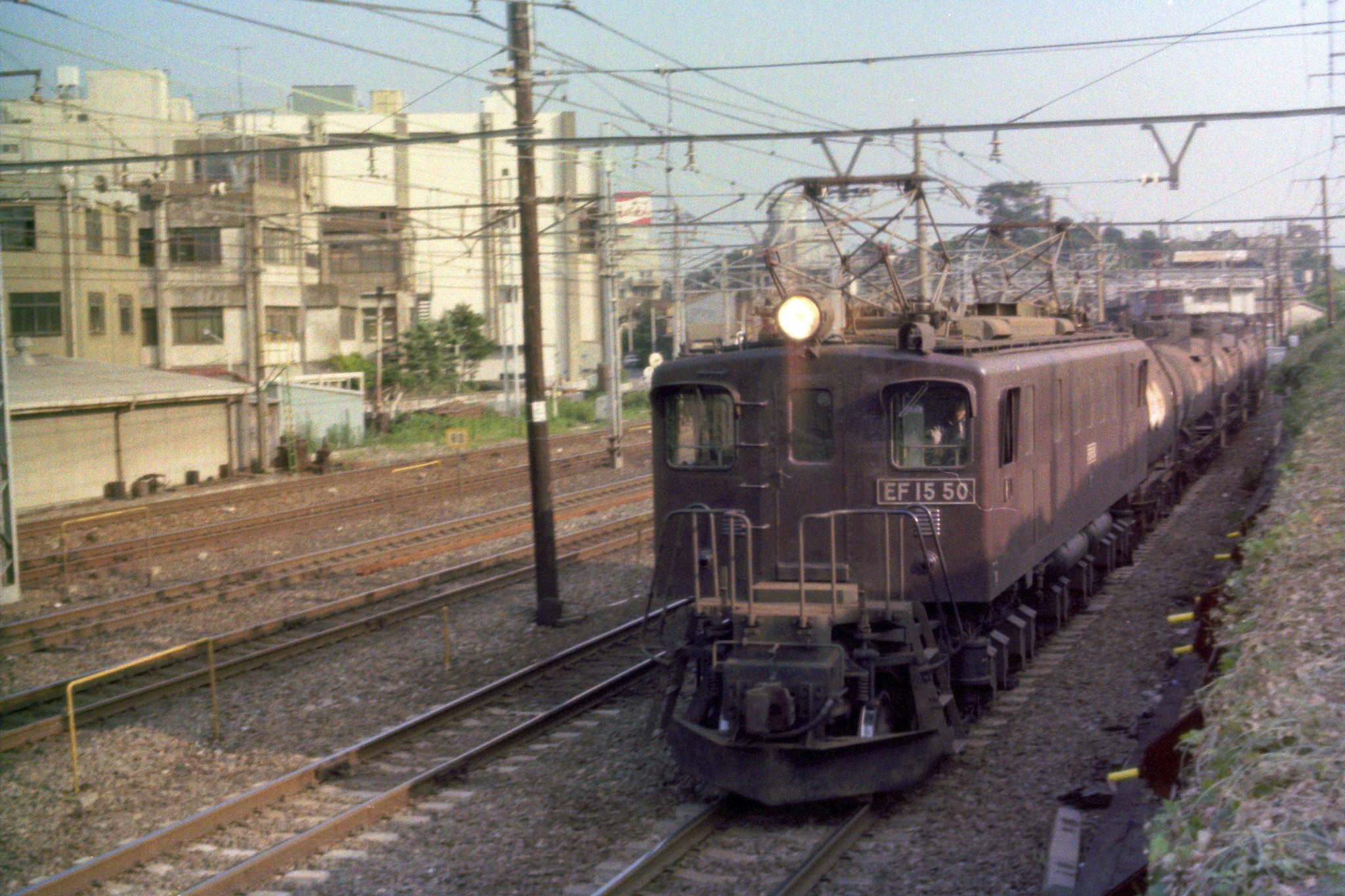
東北貨物線を走行するEF15 50（赤羽駅付近）

東京近郊では戦前の1939年に品鶴線が電化されていたが、戦後の1954年には山手貨物線や東北貨物線が電化された。これらの線区にもEF13形やEF15形などが投入され、新鶴見機関区にも多数の配置があった。1971年には東京機関区にもEF15形の配置が開始され、近郊貨物列車のほか隅田川駅 - 品川駅間の荷物列車も牽引した。
1973年から1976年にかけては首都圏の貨物列車のバイパス路線として武蔵野線が開業し、従来山手貨物線等を経由していたEF13形やEF15形が武蔵野線も走行するようになった。1978年には立川機関区にもEF15形が配置され、ED16形に代わって青梅線・南武線の石灰石輸送列車の牽引を行った。

### 阪和線・紀勢本線

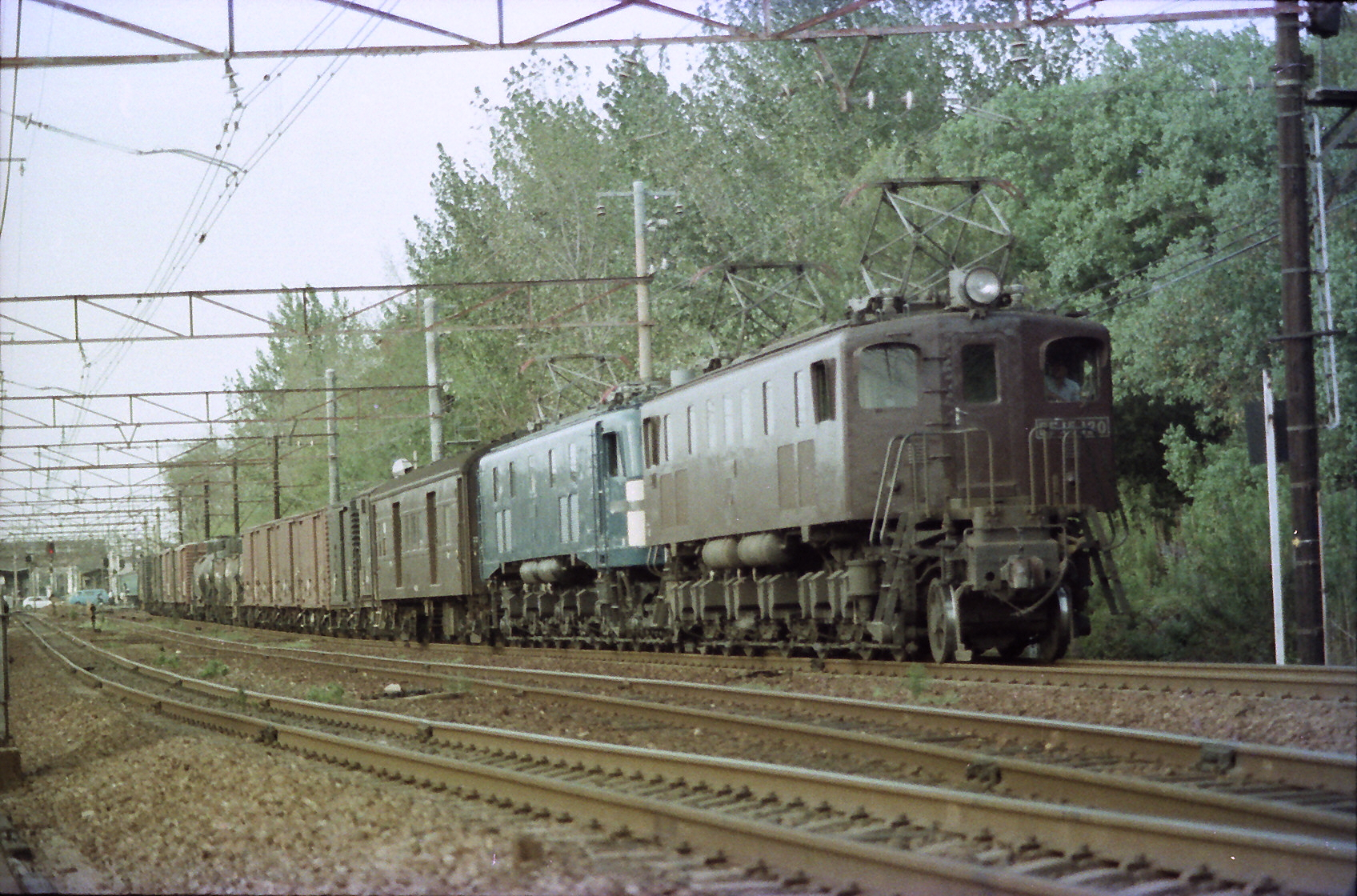
阪和線を走行するEF15 120
（1978年、杉本町駅 - 浅香駅間）

阪和線では1966年に岡山機関区のEF15 79が鳳電車区に貸し出されたことがあったが、正式配置は1968年度にEF15 181が竜華機関区に転入したのが始まりで、EF52形やED60形とともに使用された。
1978年（昭和53年）10月の紀勢本線電化開業により運用区間が新宮駅まで拡大し、配置車両も最大14両に増加した。しかし、1985年3月改正で大半がEF60形に置き換えられ、123・158・184号機の3両のみ残存し、引き続き使用されたものの、1986年11月改正で紀勢本線西部の貨物列車が廃止され、同時にEF15形の全ての営業運転が終了した。
最後まで残った3両のうち、158号機のみ西日本旅客鉄道（JR西日本）に引き継がれ、車籍を残したまま保存されていたが、2011年に車籍抹消された。

## 保存機
2017年4月1日時点の保存車両は以下の通り
| 画像 | 番号     | 所在地                                                              | 備考 |
| ---- | -------- | ------------------------------------------------------------------- | --- |
|      | EF15 165 | 群馬県安中市松井田町横川 碓氷峠鉄道文化むら                         | |
|      | EF15 168 | 埼玉県さいたま市大宮区錦町 JR東日本大宮総合車両センター ※前頭部のみ | 第1エンド前頭部のみ 反対側のエンドの前頭部は個人が所有している |
|      | EF15 198 | 山梨県韮崎市藤井町北下条25312 韮崎中央公園                          | 八王子機関区（1978年～）、立川機関区（1983年～）を経て1986年廃車。現役時代の車体色（ぶどう色2号）と異なるという見学者の声もあり、クラウドファンディングで調達した費用で再塗装や他の展示車とと合わせた補修を予定。 |
|      | EF15 168 | 大阪府高槻市田能畑子谷地内 ※前頭部のみ                              | 個人所有 |
|      | EF15 120 | 大阪府摂津市安威川南町 新幹線公園                                   | |
|      | EF15 158 | 大阪府大阪市淀川区木川東4丁目 JR西日本網干総合車両所宮原支所        | 国鉄分割民営化以降、唯一車籍が残っていたが、2011年10月31日付で車籍抹消となった。廃車後も同所にて留置。 |

保存機は全て1952年以降に製造された改良型で、前期型は1両も保存されていない。ただし最初期型の形態を残すEF16 28号機（旧EF15 31号機）が保存され現存している。
なお、EF15 192も大宮総合車両センター内に保存されていたが、冒頭以降の2017年内に、同センター内にて解体された（詳細な月日は不明）。